# Julius Grégr

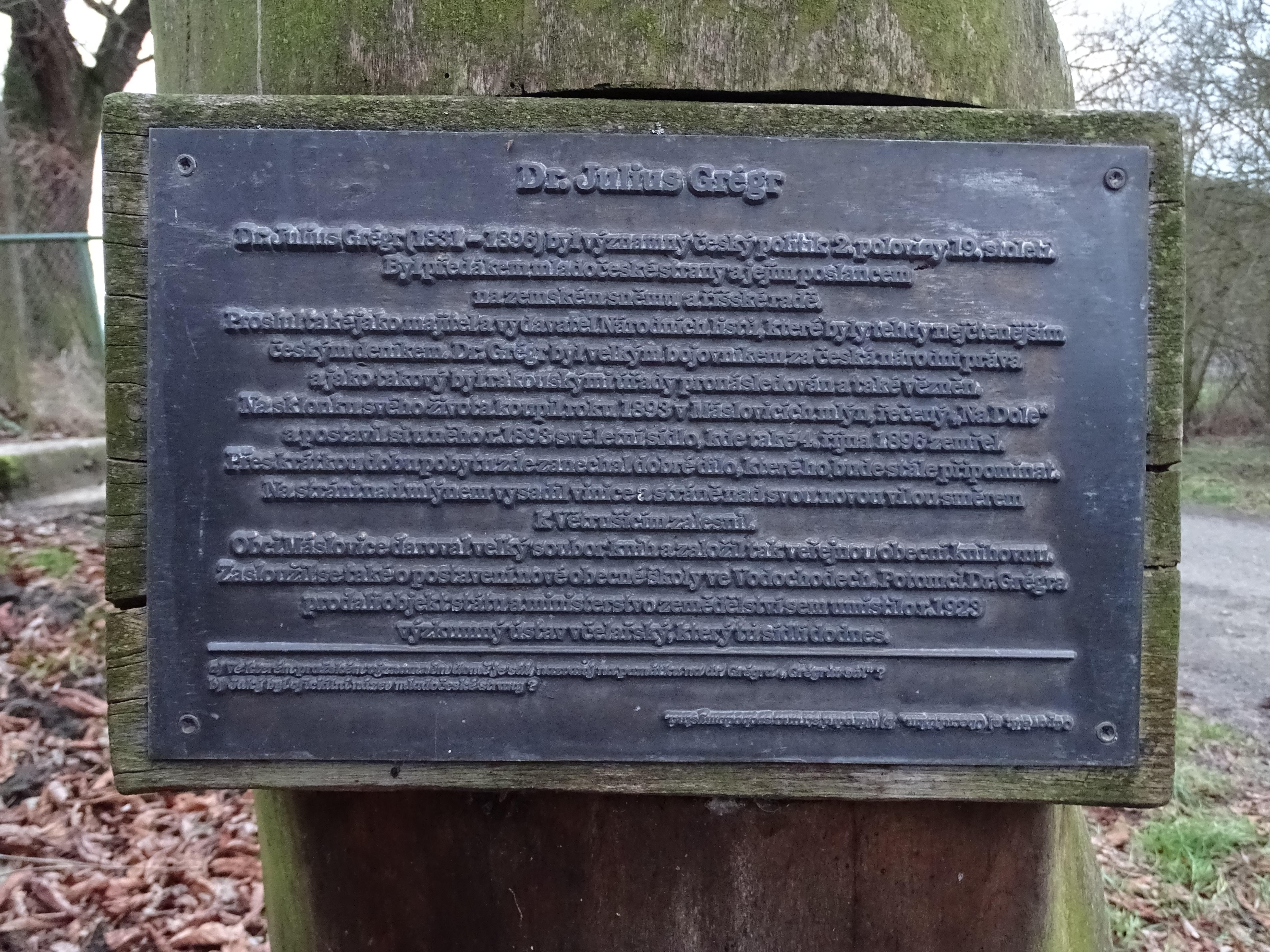
Pamětní deska, upomínající na dr. Julia Grégra v Máslovicích

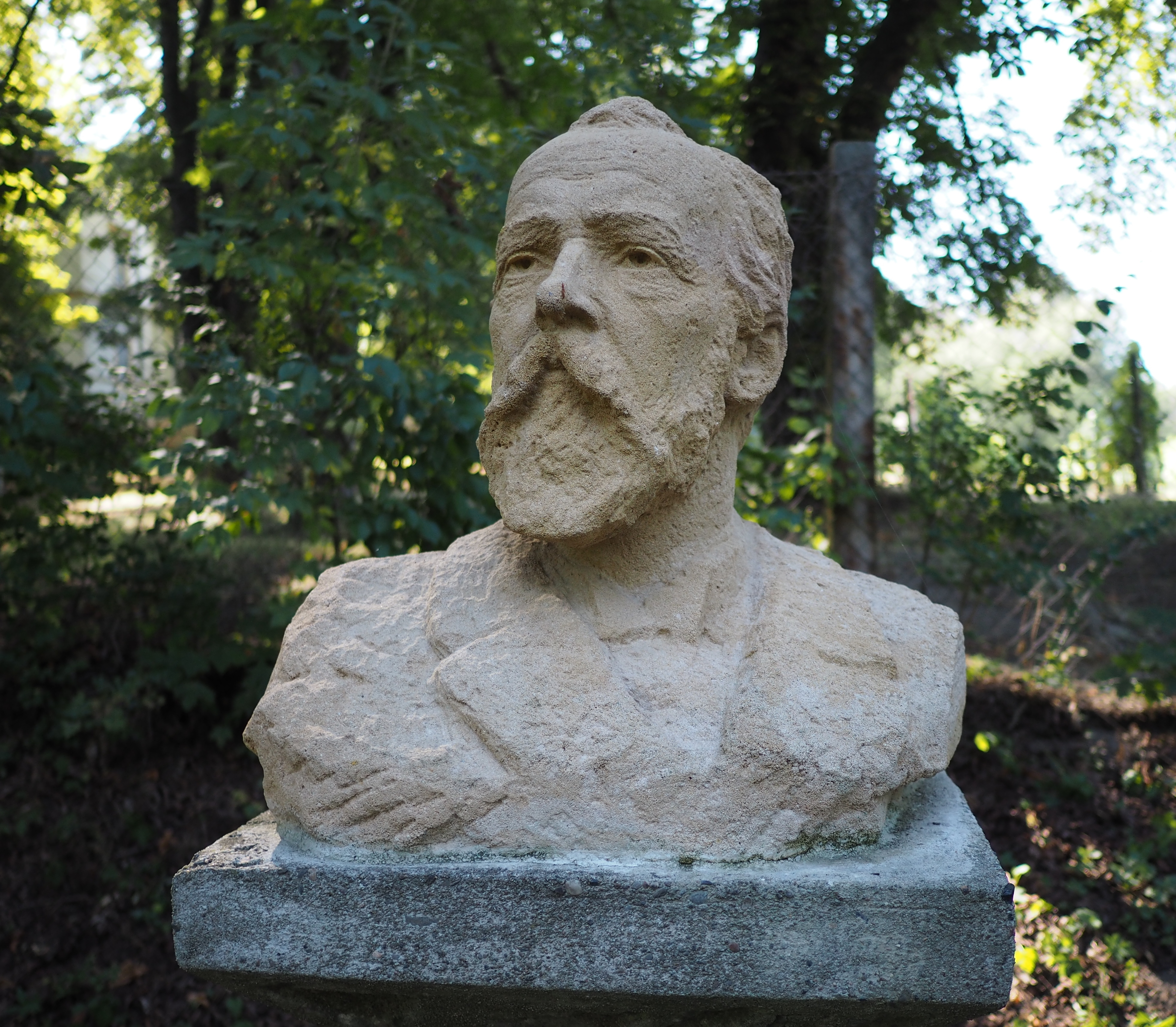
Busta Julia Grégra v Máslovicích

Julius Grégr (19. prosince 1831, Březhrad u Hradce Králové – 4. října 1896, Dol u Libčic nad Vltavou) byl český novinář a politik, spoluzakladatel Národní strany svobodomyslné (mladočeské), poslanec Českého zemského sněmu a Říšské rady, roku 1861 spoluzakladatel a spoluvlastník deníku Národní listy, bratr Eduarda Grégra.

## Biografie

### Mládí a studium
Studoval právo na Karlo-Ferdinandově univerzitě v Praze. V roce 1859 získal titul doktora práv a působil pak do konce roku 1860 jako advokátní koncipient ve Frýdlantu. Následně se vrátil do Prahy.

### Vstup do politiky a veřejného života
V roce 1860 se v české společnosti v souvislosti s návratem mocnářství k ústavní formě vlády řešila otázka založení politického deníku prezentujícího názory české populace. Předáci české politiky jako František Ladislav Rieger a František Palacký tehdy potřebovali najít vhodnou osobu pro podání žádosti o koncesi na vydávání takového listu (oni sami nemohli, protože v ještě poměrně přísných tiskových poměrech v roce 1860 nebyli ze strany úřadů považováni za vhodné osoby pro vydávání novin). Emanuel Tonner tehdy doporučil právě Julia Grégra, který do té doby pracoval v advokátní kanceláři Dr. Pulkrábka ve Frýdlantu. Koncese na vydávání zamýšleného deníku pak byla skutečně úspěšně podána v září 1860 a schválena v listopadu 1860 na jméno Julia Grégra (postupujícího ve shodě s Riegrem). Rieger sice mezitím zkusil využít rapidně se uvolňující politické poměry a podal samostatně i vlastní žádost o povolení k vydávání novin, ale ta byla zamítnuta, a tak Rieger opětovně ve spojení s Grégrem ladil spuštění tohoto projektu pod jménem Národní listy. Grégr nebyl nicméně jen formální figurou, stal redaktorem a po necelém roce i majitelem Národních listů. První číslo vyšlo 1. ledna 1861 a deník se na desítky let stal nejvlivnějším českým periodikem. Spolu s ním se na provozu listu podílel i jeho bratr Eduard Grégr. V roce 1865 se s Národními listy sloučil i deník Hlas. V redakci působili přední novináři své doby a celý podnik se stal výdělečným.
V roce 1862 pobyl deset měsíců ve vězení, kam se dostal za tiskové přečiny. Po dobu nepřítomnosti ho v čele redakce zastupoval bratr Eduard Grégr.
S bratrem Eduardem sdílel i politické názory, které byly liberální, antiklerikální a nacionalistické, a časem se okolo nich vytvořila názorová platforma, z níž se zrodila samostatná Národní strana svobodomyslná (mladočeská). Již v 60. letech se rozcházel v mnohých otázkách s názory hlavního proudu české politiky tak, jak ji reprezentovali František Ladislav Rieger a František Palacký. V roce 1863 to byla například otázka postoje k polskému povstání proti carské vládě, kde Rieger i Palacký razili proruské, slavjanofilské stanovisko. Eduard Grégr tehdy sice přijal Palackého stati k otištění, ale redakční pozice Národních listů byla odlišná. Rieger v roce 1863 proto zahájil vydávání vlastního politického deníku Národ a Národní listy zůstaly nadále sice nejvýznamnějším českým periodikem, ale trvale si udržovaly vlastní pozici, více či méně odlišnou od oficiální Riegrovy a Palackého platformy. Oba bratři Grégrové se roku 1864 účastnili schůzek, jež svolal Rudolf Thurn-Taxis, na kterých se profiloval program samostatné liberální politické strany. Nakonec ale k formálnímu ustavení nezávislé mladočeské formace nedošlo a oba proudy české politiky i nadále existovaly ve volné alianci.
Od roku 1865 do roku 1870 a znovu v letech 1889–1895 zasedal na Českém zemském sněmu. Zemský sněm ho roku 1871 zvolil poslancem Říšské rady (celostátní zákonodárný sbor, tehdy ještě nevolen přímo, ale tvořen delegáty jednotlivých zemských sněmů), kde reprezentoval kurii měst a průmyslových míst. V souladu s tehdejší českou opoziční politikou pasivní rezistence ale mandát nepřevzal a do sněmovny se nedostavil. Jeho mandát tak byl 23. února 1872 a znovu 11. června 1872 prohlášen pro absenci za zaniklý. Totéž se opakovalo po prvních přímých volbách do Říšské rady roku 1873, kdy Grégr získal mandát poslance za městskou kurii, obvod Hradec Králové, Náchod atd. Z politických důvodů se nedostavil do sněmovny, čímž byl jeho mandát 10. prosince 1873 a znovu po opětovné volbě 18. prosince 1874 prohlášen za zaniklý.
Přitom uvnitř české politické scény se názory na pasivní rezistenci lišily. Většina politiků se shodovala na bojkotu vídeňské Říšské rady, ale část pozdějších mladočechů požadovala aktivnější přístup k uplatňování mandátů na zemském sněmu. V roce 1867 bratří Grégrové, Karel Sladkovský a další mladočeští aktivisté dosáhli alespoň toto, že na zemské mandáty se nebude ihned rezignovat, pouze se poslanci nebudou aktivně účastnit schůzí zemského sněmu. Jinak ale tehdy souzněl s hlavním proudem české Národní strany. Když v roce 1867 proběhlo rakousko-uherské vyrovnání a vznikla dualistická koncepce bez naplnění českých státoprávních aspirací, podílel se na demonstrativních pokusech o zmezinárodnění české otázky a byl jedním z členů české delegace na výstavu do Moskvy (takzvaná pouť na Rus). Spory z roku 1863 okolo hodnocení polského povstání byly v této emotivní době potlačeny. Polemiky okolo smysluplnosti pasivní rezistence vůči Českému zemskému sněmu ale trvaly. V roce 1868 mladočeši čelili kritice, že jejich zájem o vstup na sněm má zištnou motivaci. Následně pak skupina bratří Grégrů, Sladkovského a několika dalších poslanců demonstrativně složila zemské poslanecké mandáty. Julius Grégr se v této době spolu s bratrem a dalšími mladočeskými předáky podílel aktivně na vlně občanských protestů proti ústavnímu směřování Předlitavska, které vyvrcholily sérií masových demonstrací (táborové hnutí). V tajné policejní zprávě z té doby odeslané do Vídně je J. Grégr řazen mezi cca deset hlavních českých politiků.
V roce 1870 inicioval předseda vlády Alfred Potocki rozhovory s českou opozicí. Existovala zde možnost dohody a naplnění českých požadavků. Zároveň s tím ale ožila aliance Národní strany s českou státoprávně smýšlející šlechtou a naplno se opět rozvinula i historická, konzervativní argumentace na obhajobu českých práv, což mladočeskému proudu nepřipadalo jako nejlepší řešení. Bratři Grégrové tehdy při poradách českých politiků vystupovali proti tomu, aby se jako základ českých požadavků vzal císařský patent z roku 1848 (takzvaná česká charta). Podřídili se ovšem pak většinovému opačnému názoru. Když pak ani následný vážný pokus o česko-rakouské vyrovnání (takzvané fundamentální články) z roku 1871 nebyl úspěšně prosazen, česká společnost opětovně zažívala radikalizaci a frustraci. Zpřísnily se i podmínky pro fungování tisku a Julius Grégr pociťoval silný tlak z úředních míst vůči Národním listů.

### Politikem mladočeské strany
Neshody ohledně pasivní rezistence vyvrcholily v roce 1873 a vedly k ustavení Národní strany svobodomyslné (mladočeské). Většina českých politiků nadále souhlasila s neúčastí na vídeňské Říšské radě, ale v otázce zemského sboru nebyly názory jednotné. Když Český klub coby společná sněmovní frakce českých státoprávních poslanců o otázce hlasoval, byla sice odsouhlasena pasivní rezistence i na zemském sněmu, ale pouhým poměrem 47 : 35 hlasů. Poražená (mladočeská) menšina reagovala 25. listopadu 1873 veřejným prohlášením, ve kterém sice předchozí většinové rozhodnutí respektovala, ale demonstrativně vrátila své mandáty do rukou voličů, protože rozhodnutím o pokračujícím bojkotu pozbyly svého účelu. Mezi signatáři tohoto prohlášení byl Sladkovský, bratři Grégrové, Alois Pravoslav Trojan a další politici, kteří v té době již směřovali k ustavení samostatné politické strany. Národní (staročeská) strana označila jejich deklaraci za rozkolnictví. V této fázi ovšem ještě samostatná mladočeská strana nevznikla, protože tlak na rozbíječe národní jednoty byl ještě příliš silný. Definitivní rozkol v českém táboře a oficiální vznik mladočeské strany nadešel v následujícím roce. Zemské volby v Čechách 1874 poprvé přinesly existenci samostatné konkurenční mladočeské kandidátky. V prosinci 1874 se pak konal první sjezd nové politické formace. Julius Grégr napsal program nově utvořené mladočeské strany. Místo pasivního odporu prosazoval aktivní odpor, byl stoupencem všeobecného volebního práva, kladl důraz na rozvoj českého školství a české ekonomické síly.
Po doplňovacích volbách v dubnu 1877 vstoupil J. Grégr aktivně na Český zemský sněm a stal se tak desátým mladočechem působícím v tomto sboru. V otázce českého bojkotu Říšské rady se schylovalo k zásadnímu obratu a to nejen mezi mladočeskými poslanci. V roce 1879 totiž Eduard Taaffe, představitel konzervativního německorakouského tábora, inicioval jednání s Čechy, na jejichž konci byl český vstup na Říšskou radu, zahájení aktivní politiky a přechod Čechů do provládního tábora. Julius Grégr se 16. září 1879 účastnil na klíčové schůzce mezi Taaffeho emisary a českými politiky (zastupoval na ní nemocného Karla Sladkovského, když koncem 70. let předseda strany Sladkovský onemocněl, převzal J. Grégr fakticky jeho roli.). Výsledkem schůzky bylo, že během několika měsíců po volbách roku 1879 česká reprezentace přistoupila na aktivní účast v parlamentu, kde staročeši, mladočeši, česká šlechta i moravští poslanci následně utvořili střechový Český klub coby jednu z hlavních koaličních formací podporujících vládu Eduarda Taaffeho. I Julius Grégr se stal ve volbách roku 1879 poslancem Říšské rady, za městskou kurii, obvod Slaný, Louny atd.
Po volbách v roce 1879 se na Říšské radě připojil k Českému klubu (jednotné parlamentní zastoupení, do kterého se sdružili staročeši, mladočeši, česká konzervativní šlechta a moravští národní poslanci). Jeho nástup do Říšské rady byl v roce 1879 provázen velkou aktivitou, ale již od léta roku 1880 začal považovat českou politickou angažovanost ve Vídni za chybu. V lednu 1881 odešel do osobní pasivní rezistence, vzdal se poslaneckého mandátu, rozešel se s Českým klubem a do jisté míry i s tehdejší mladočeskou stranou (která zprvu loajálně podporovala vládu). Nadále pak veřejně a politicky působil jako nezávislý a jeho Národní listy si udržovaly kritický postoj k vládě i postojům českých poslanců.
Coby nadále nejvlivnější deník byly Národní listy objektem zájmu i pro nastupující politickou a intelektuální elitu. Tomáš Masaryk například v 80. letech vyjednával s Grégrem o spolupráci jeho deníku se skupinou okolo časopisu Athenaeum. Jenže, když naplno propukl roku 1886 spor o Rukopisy, postavil se Grégr na stranu zastánců jejich pravosti (v sérii článků v Národních listech a též v knize Na obranu rukopisů Královédvorského a Zelenohorského). Následujícího roku pak zaútočil na stať Huberta Gordona Schauera v prvním (prosincovém) čísle časopisu Čas, který se v ní kriticky zamýšlel nad samotným smyslem budování českého národa jako samostatné entity, a potažmo na Masaryka a další lidi z jeho okruhu (Grégrův článek byl nazván Filosofové samovraždy, coby odkaz na téma Masarykovy habilitační práce). Přihlásil se tak k národoveckému pojetí české politiky. Mezitím oživovala činnosti mladočeské strany, jež stupňovala svou kritiku vlády a přejímala nyní silněji radikální názory bratrů Grégrových. Pod vlivem Julia a Eduarda odmítla mladočeská strana nadále společné smířlivé pojetí českého politického života a zcela jasně se vymezila proti staročechům (drobečková aféra, punktace atd.).
Již zemské volby v Čechách 1889 přinesly mladočechům velké zisky a na zemském sněmu mladočeši fungovali jako samostatný subjekt. Julius Grégr zde vystoupil jménem strany a prezentoval postoj k českému státnímu právu, zatímco předák staročechů Rieger s ohledem na vládní angažovanost volil mírnější postup. Rozvrat staročeských pozic pak dovršila mladočeská agitace proti punktacím (pokus o česko-německý smír v Čechách). Volby do Říšské rady roku 1891 pak potvrdily masivní nástup mladočechů a prakticky celkové vymazaní staročeských pozic.

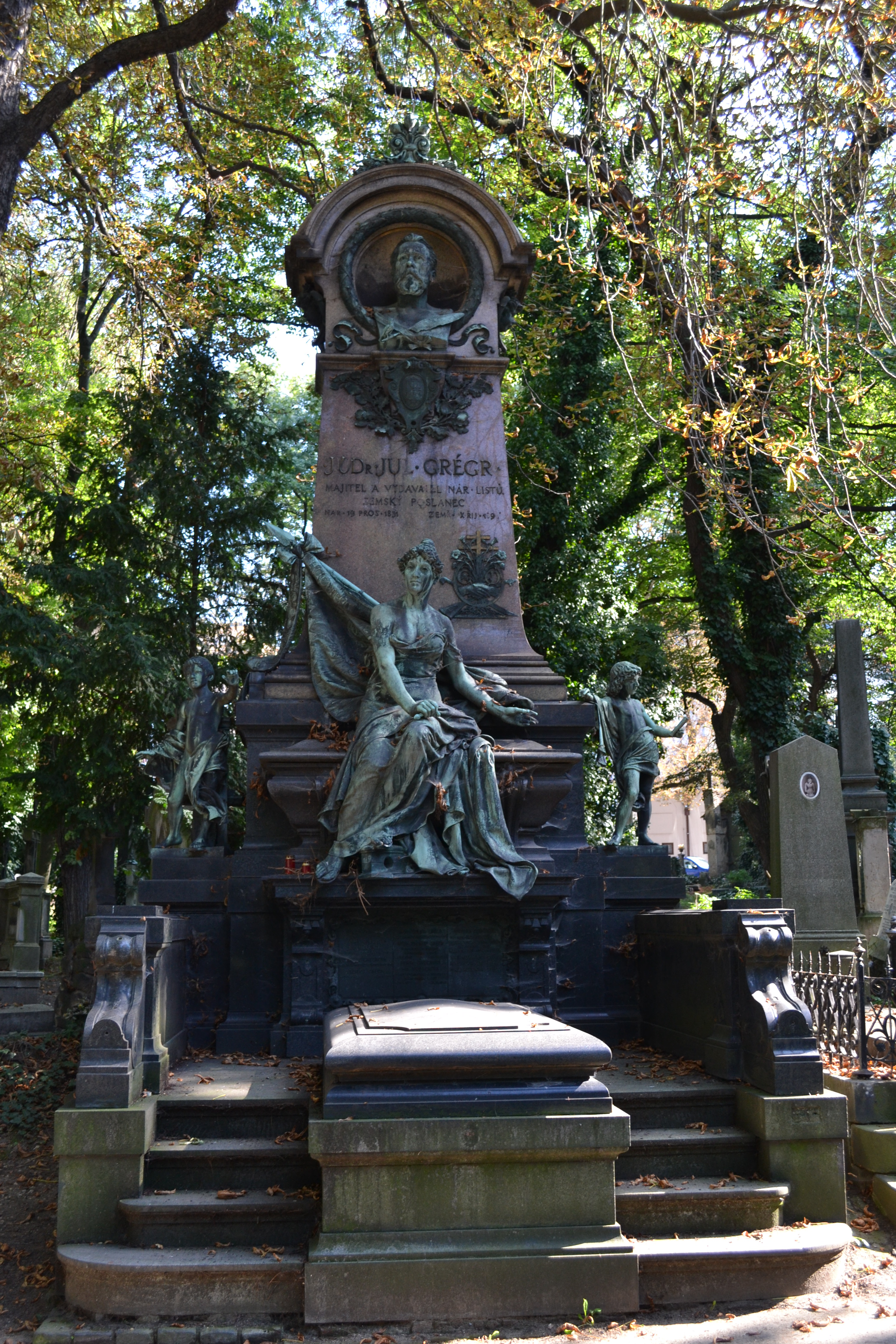
Hrobka na Olšanských hřbitovech v Praze

V této době již ovšem Julius Grégr postupně opouštěl politický život. Ještě v roce 1892 se účastnil polemik na Českém zemském sněmu o národnostních otázkách. V nyní mohutné mladočeské straně ale bratři Grégrové už počátkem 90. let nepředstavovali jediný směr. Zatímco jejich rétorika byla květnatá, protivládní (až protidynastická) a nacionálně vypjatá (v tomto byl Eduard Grégr ještě radikálnější než Julius), ve straně se formovala skupina realističtějších politiků, jejichž hlavním představitelem se stával Josef Kaizl (a také Karel Kramář, Josef Herold nebo Bedřich Pacák a Gustav Eim). Ten prosadil, že v roce 1894 byla přijata nymburská rezoluce mladočechů, v níž se strana přihlásila k praktické politice a odmítla planý radikalismus. Tomáš Masaryk stranu po konfliktu s Grégrem zcela opustil v roce 1893. Důvodem pro Grégrův odchod z aktivní politiky ale byla i nemoc, které roku 1896 podlehl.
Byl pohřben na Olšanských hřbitovech. Jeho hrobku zdobí z největších pomníků v areálu hřbitovů postavený podle návrhu architekta Rudolfa Kříženeckého a sochaře Bohuslava Schnircha roku 1900.

## Rodina
Julius Grégr se poprvé oženil roku 1864 s Annou Eleonorou Hulešovou, dcerou pozdějšího pražského purkmistra Josefa Huleše. Měli spolu šest dětí. Nejstarší dcera Ludmila se provdala za profesora pražské techniky Karla Novotného, Božena byla manželkou pozdějšího pražského primátora Karla Groše, syn Prokop se stal lékařem, dcera Doubrava byla manželkou Karla Hlaváče, Syn Slavoj byl podnikatelem, dcera Jitka se provdala za pozdějšího ministra zdravotnictví Ladislava Prokopa Procházku. Po smrti první ženy (1876) se Grégr znovu oženil s Rosou Nobackovou (1880), se kterou měl tři syny a tři dcery, z nichž se Kornelie stala manželkou diplomata Ferdinanda Veverky, syn Odolen během druhé světové války kolaboroval s nacisty a zahynul během květnového povstání a manžel dcery Vladany byl naopak popraven během heydrichiády.